# Brindalus maderae
Brindalus maderae är en skalbaggsart som beskrevs av Riccardo Pittino 1983. Brindalus maderae ingår i släktet Brindalus och familjen Aphodiidae. Inga underarter finns listade.